# D'un jardin clair
D'un jardin clair est une œuvre pour piano de Lili Boulanger composée en 1914.

## Composition
D'un jardin clair, noté « Morceau pour piano no 4 » sur le manuscrit autographe (BnF, Ms. 19441), est achevé le 19 juin 1914, à la Villa Médicis.
L'œuvre, pendant de D'un jardin clair, est dédiée à Ninette Salles, une descendante de Gustave Eiffel. 

## Édition

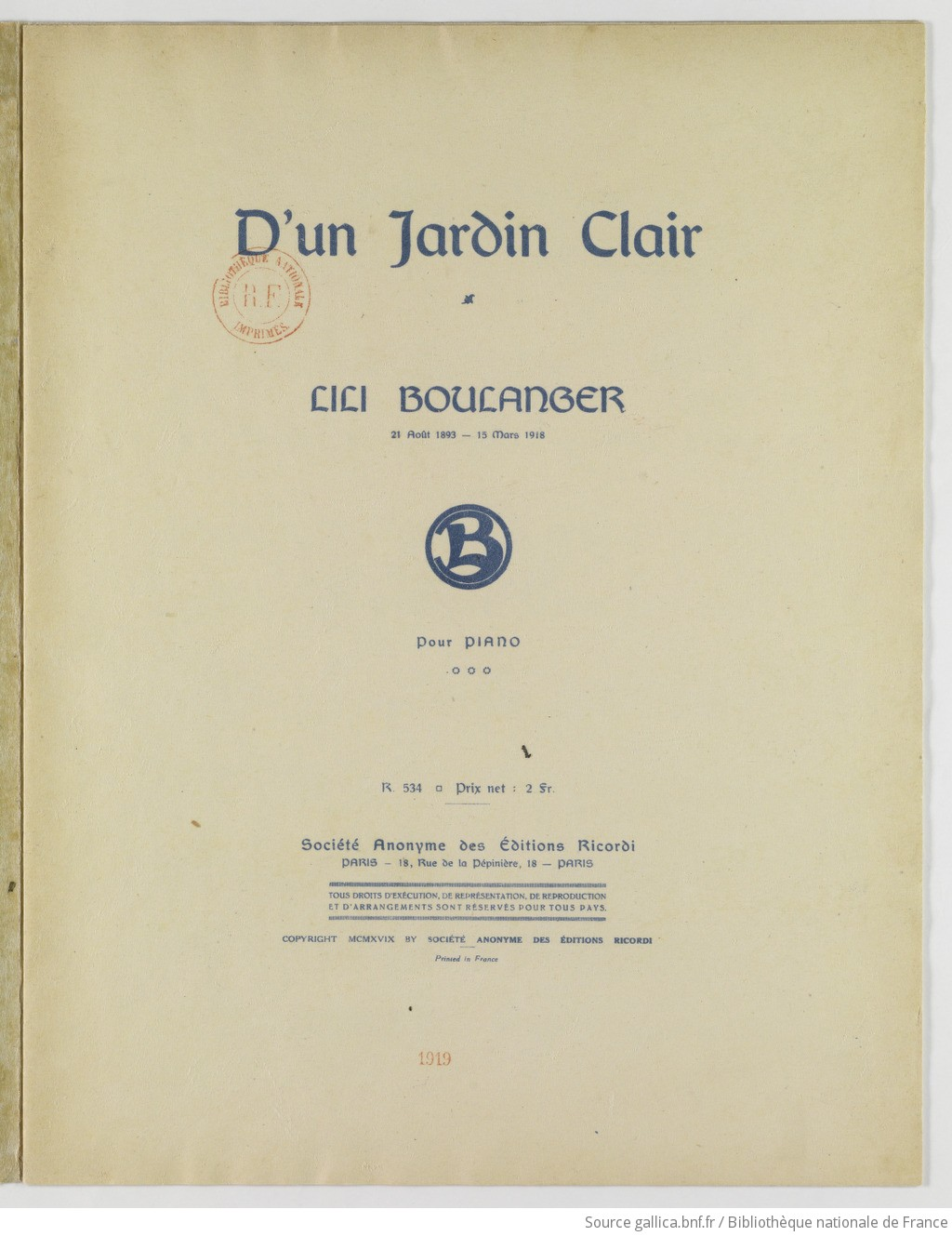
Page de titre de la première édition de la partition (éd. Ricordi, 1919).

La partition est publiée par Ricordi (Paris, 1918, cotage R. 534). Le contrat d'édition a été signé par Lili Boulanger le 29 janvier 1918. La date de première publication est le 26 avril 1919, le copyright a été attribué le 20 mai 1919.
L'œuvre est par la suite éditée au sein d'un recueil par Schirmer (New York, 1979, cotage 48149c), avec D'un vieux jardin et Cortège, sous le titre de Trois Morceaux pour piano.

## Analyse
D'un jardin clair est d'une durée moyenne d'exécution de deux minutes trente environ.
Le morceau est en si majeur.
Pour Émile Naoumoff, « les « deux jardins » [...] « vieux et clair » sont coulés dans un impressionnisme sensuel, à fleur de peau, s'égarant même sur les sentiers d'un Satie... ».
Pour la musicologue Florence Launay, « il n'est pas exagéré de relever une parenté entre D'un jardin clair et les Pagodes des Estampes (1905) de Debussy : même début de cellule thématique (celle de Debussy se déploie aussitôt en une longue formule sinueuse), même tonalité, déploiement semblable d'accords sur des pédales de si ».
Pour Pauline Lambert, c'est une pièce « d'une grande douceur », dans laquelle « le thème initial, tout simple, revient régulièrement, telle une mélodie populaire nimbée de différentes couleurs et résonances, avec un jeu marqué sur la pédale du piano. L'écriture devient de plus en plus ample, avec un ambitus important et [...] les couches sonores sont indiquées sur trois portées ».

## Discographie
- In Memoriam Lili Boulanger, Émile Naoumoff (piano), Marco Polo 8.223636, 1993.
- Lili Boulanger : les mélodies, Alain Jacquon (piano), Timpani 1C1042, 1998.
- Musique & art nouveau, Cristina Ariagno, Arts 47672-2, 2002.
- Lili Boulanger, Hymne au Soleil : Œuvres chorales - Choral works, Antonii Baryshevskyi (piano), Carus 83.489, 2018[7].
- Visions poétiques, ensemble Reflets, Marie-Laure Boulanger (piano), Calliope CAL2078, 2020[8].
- Sisters : Lili & Nadia Boulanger, Complete Piano Works, Johan Farjot (piano), Klarthe, 2021.
- Compositrices françaises, Sophia Vaillant (piano), Indésens, 2022[9].